# Konstantin Borisov
Konstantin Sergejevitsj Borisov  (Russisch: Константин Сергеевич Борисов) (Smolensk, 14 augustus 1984) is een Russisch ingenieur en kosmonaut.

## Biografie
Borisov behaalde op 27 juni 2007 een bachelor in de economie aan de Plechanov-universiteit en studeerde van 27 september 2006 tot 3 december 2007 aan de Universiteit van Warwick in Coventry waar hij zijn Master of Science behaalde in Operationeel onderzoek en systeemanalyse. In juni 2018 voltooide hij zijn studie aan het Luchtvaart Instituut in Moskou voor het Masterprogramma Levensondersteunende systemen voor vliegtuigen (2016-2018) met de kwalificatie Master in de vliegtuigbouw.

## Kosmonaut
Borisov werd in 2018 samen met zeven anderen geselecteerd als kosmonaut en studeerde in 2020 af en kwam hiermee in aanmerking voor een ruimtevlucht.

## Missie
Borisov maakt als missiespecialist onderdeel uit van SpaceX Crew-7, ISS-Expeditie 69/70, die op 26 augustus 2023 werd gelanceerd naar het internationale ruimtestation (ISS).